# Antoine de Vassé
Antoine de Vassé, militaire français du XVIe siècle, chevalier, seigneur dudit lieu et d'Aligné

## Biographie
Fils de Jean Groignet de Vassé, qui avait été fait prisonnier à la bataille de Pavie, et de Jacquine Hatry d'Aligny, épousa lui-même Marguerite Hatry, et fut l'un des braves capitaines catholiques de son temps, dont Brantôme fait l'éloge.
Lieutenant de quarante lances sous Jean de Laval-Châteaubriant, 1535, puis lieutenant de cent lances sous le maréchal de Montjean (février 1538), il servit en Piémont, obtint une gratification de 900 livres le 18 juin 1539, reçut de la cour une mission auprès du maréchal, fut gouverneur de Pignerol, 1540, de Saluces, 1550 ; sa facilité de par le jointe à une belle représentation, écrit Ansart, le fit choisir en 1548 pour aller complimenter à Alexandre Philippe d'Espagne, prince des Asturies, dont il apprécia avec justesse, dans une lettre éloquente à Henri II, les talents militaires et les visées politiques.
Chevalier de l'ordre de Saint-Michel en 1552, lieutenant du roi à Ardres en 1554, et capitaine de quarante lances, commandant de Guise pendant le siège de Saint-Quentin, fait prisonnier à la journée de Saint-Laurent et mis à rançon pour 12 000 livres, il vint au Mans avec le titre de lieutenant du roi au mois de mars 1561, pour protéger les habitants contre les entreprises des huguenots, fut en 1565 le candidat du chapitre pour la charge de sénéchal du Maine, et organisa la résistance des catholiques, contre les protestants, 1567.
Le 11 octobre de la même année, il prit le gouvernement du château d'Angers, gagna bien vite la confiance des habitants malgré une émeute qui eut lieu le lendemain de son arrivée, et ne quitta son commandement le 22 mars 1568 qu'après une résistance encouragée par les bourgeois, qui le reçurent dans leur confrérie. Il laissa, dit Brantôme une bonne lignée d'enfants et tous vaillants..
Son portrait, en ermite, se voyait encore au XVIIIe siècle dans une des vitres de l'église des Cordeliers de Laval, avec un porc sanglier au-dessous. Par accord avec les religieuses du Monastère de Patience de Laval, il leur donna la Chauvelière de Cossé-le-Vivien, en faveur de Marguerite de Vassé, novice au couvent.

## Mariage
Il épousa Marguerite Hatry, fille d'Eustache Hatry, seigneur de Vaujuas, et de Madeleine de Brée, dame d’Auvers.
Un document de 1513 montre qu'à cette époque, les Hatry étaient alliés aux plus nobles familles. Il s'agissait de la main de Marguerite Hatry, fille de feu Eustache Hatry, que le comte de Laval, disait-on, voulait donner à « un sien serviteur ». D'autres voulaient évidemment ménager le mariage d'Antoine de Vassé avec sa cousine Marguerite Hatry et lui assurer l'héritage de la famille dont elle était la dernière représentante. Le parlement ordonna que la jeune fille serait mise en liberté en lieu neutre, et qu'elle ne serait mariée que du consentement de ses parents et « en âge parfaict de marier ». La conclusion fut l'entrée dans la famille de Vassé de l'héritage des Hatry, à savoir : Aligné, Vaujuas (Marcillé-la-Ville), Courfontaine (Saint-Pierre-sur-Orthe).

## Source
« Antoine de Vassé », dans Alphonse-Victor Angot et Ferdinand Gaugain, Dictionnaire historique, topographique et biographique de la Mayenne, Laval, A. Goupil, 1900-1910 [détail des éditions] (BNF 34106789, présentation en ligne), t. III, p. 844.